# Bavi
Bavi (en llatí: Bavius) va ser un poeta romà que va viure al segle i aC.
Era curator, segons diu Filargiri Juni, cosa que s'interpreta com que va tenir algun càrrec públic. Virgili a les Bucòliques el va estigmatitzar, i el seu nom es va convertir en sinònim de poetastre i escriptor envejós. Segons Jeroni d'Estridó, va morir a Capadòcia l'any 35 aC.
Junt amb Mevi el seu nom va quedar com proverbial dels poetes gelosos i malèvols per l'enemistat que van mostrar contra el geni dels seus més distingits contemporanis. Bavi i Mevi van escriure les Antibucolica, dues pastorals escrites poc després de les Bucòliques que volien ser una paròdia de l'obra de Virgili.